# Jacob Read
Jacob Read (ur. 1752, zm. 17 lipca 1816) – amerykański polityk.
W latach 1783–1785 był członkiem Kongresu Kontynentalnego. W latach 1795–1801 reprezentował stan Karolina Południowa w Senacie Stanów Zjednoczonych. W 1797 roku pełnił funkcję przewodniczącego pro tempore Senatu Stanów Zjednoczonych.